# Marquesado de Villafranca
El marquesado de Villafranca es un título nobiliario español creado en 1574 por el rey Felipe II a favor de Alfonso Fernández de Córdoba y Figueroa, también llamado Alonso de Aguilar, señor de Villafranca y de Castro del Río, caballero de la Orden de Calatrava en la que fue comendador de Manzanares, gentilhombre de cámara del emperador Carlos V y de Felipe II.
La denominación del título se refiere al municipio de Villafranca de Córdoba.

## Lista de titulares
|                        | Titular                                                         | Periodo                |
| Creación por Felipe II | Creación por Felipe II                                          | Creación por Felipe II |
| ---------------------- | --------------------------------------------------------------- | ---------------------- |
| I                      | Alfonso Fernández de Córdoba y Figueroa                         | 1574-1589              |
| II                     | Pedro Fernández de Córdoba y Figueroa                           | 1589-1606              |
| III                    | Alonso Fernández de Córdoba y Enríquez de Ribera                | 1606-1645              |
| IV                     | Luis Ignacio Fernández de Córdoba-Figueroa y Enríquez de Ribera | 1645-1665              |
| V                      | Luis Mauricio Fernández de Córdoba y Figueroa                   | 1665-1690              |
| VI                     | Manuel Fernández de Córdoba y de la Cerda                       | 1690-1700              |
| VII                    | Nicolás Fernández de Córdoba y de la Cerda                      | 1700-1739              |
| VIII                   | Luis Fernández de Córdoba y Spínola                             | 1739-1768              |
| IX                     | Pedro de Alcántara Fernández de Córdoba y Moncada               | 1768-1789              |
| X                      | Luis Fernández de Córdoba y Gonzaga                             | 1789-1806              |
| XI                     | Luis Fernández de Córdoba y Benavides                           | 1806-1840              |
| XII                    | Luis Fernández de Córdoba y Ponce de León                       | 1840-1873              |
| XIII                   | Luis Fernández de Córdoba y Pérez de Barradas                   | 1873-1879              |
| XIV                    | Luis Fernández de Córdoba y Salabert                            | 1880-1956              |
| XV                     | Victoria Eugenia Fernández de Córdoba y Fernández de Henestrosa | 1956-2013              |
| XVI                    | Victoria Elisabeth de Hohenlohe-Langenburg y Schmidt-Polex      | 2018-hoy               |

## Historia de los marqueses de Villafranca
- Alfonso Fernández de Córdoba y Figueroa (m. 10 de marzo de 1589), I marqués de Villafranca, señor de Villafranca, de Castro del Río, comendador de Manzanares en la Orden de Calatrava y gentilhombre del rey Carlos I y de Felipe II de España.[2] Era hijo de Lorenzo Suárez de Figueroa, III conde de Feria, y de Catalina Fernández de Córdoba y Enríquez, II II marquesa de Priego.[3]

Casó en 1563, en Montilla, con su sobrina Catalina Fernández de Córdoba-Figueroa y Ponce de León (1547-1574), III marquesa de Priego, grande de España, señora de Aguilar de la Frontera, XII señora de la Casa de Córdoba, etc., hija de Pedri Fernández de Córdoba y Figueroa, IV conde de Feria, y de su esposa Ana de la Cruz Ponce de León. Sucedió su hijo:
- Pedro Fernández de Córdoba y Figueroa (Montilla, 31 de diciembre de 1563-24 de agosto de 1606), II marqués de  Villafranca,[4] IV marqués de Priego,[5] IV señor y I marqués de Montalbán, señor de la Casa de Córdoba y de Aguilar, etc.[4]

Casó el 22 de julio de 1587 con Juana Enríquez de Ribera y Cortés. Sucedió su hijo:
- Alonso Fernández de Córdoba y Enríquez de Ribera (m. 24 de julio de 1645), III marqués de Villafranca, V marqués de Priego y V duque de Feria.[5]

Casó con su prima hermana, Juana Enríquez de Ribera, hija de Fernando Enríquez de Ribera y de Ana Téllez-Girón. Le sucedió su hijo:
- Luis Ignacio Fernández de Córdoba-Figueroa y Enríquez de Ribera (Montilla, 6 de septiembre de 1623-Montilla, 26 de agosto de 1665), IV marqués de Villafranca,[6] VI marqués de Priego y VI duque de Feria.[5]

Contrajo matrimonio con Mariana Fernández de Córdoba Cardona Aragón y Pimentel, hija de Antonio Francisco Fernández de Córdoba Folch de Cardona Anglesola Aragón y Requesens, IX conde de Cabra, y de Teresa Pimentel y Ponce de León. Le sucedió su hijo:
- Luis Mauricio Fernández de Córdoba y Figueroa (Montilla, 22 de septiembre de 1650-Madrid, 27 de agosto de 1690), V marqués de Villafranca,[6] VII marqués de Priego y VII duque de Feria.[5]

Casó el 29 de octubre de 1675, en Madrid, con Feliche María de la Cerda y Aragón, hija de Juan Francisco de la Cerda, VIII duque de Medinaceli, y de Catalina de Aragón y Sandoval, VIII duquesa de Segorbe y IX de Cardona. Le sucedió su hijo:
- Manuel Luis Fernández de Córdoba Figueroa (Zafra, 1679- 11 de junio de 1700), VI marqués de Villafranca,[6] VIII marqués de Priego y VIII duque de Feria.[5] Soltero y sin descendencia, le sucedió su hermano:[5]

- Nicolás Fernández de Córdoba y de la Cerda (Madrid, 24 de junio de 1682-Madrid, 19 de marzo de 1739), VII marqués de Villafranca,[7] X duque de Medinaceli,[8] XI duque de Cardona, X duque de Segorbe, XI marqués de Denia, IX marqués de Comares, VIII duque de Alcalá de los Gazules, IX conde de Santa Gadea, XI marqués de Tarifa, VI marqués de Alcalá de la Alameda, XI conde de los Molares, XI marqués de Pallars, XIV conde de Ampurias, XVII conde de Prades, XV vizconde de Villamur, XV barón de Entenza, XVI conde de Buendía, IX marqués de Priego, IX duque de Feria, VII marqués de Montalbán, VII marqués de Villalba, señor de numerosos lugares,[7] caballero de la Orden del Toisón de Oro, mayordomo y caballerizo mayor de la reina.[8]

Casó en Madrid en 30 de septiembre de 1703 con su prima Jeronima María Spínola y de la Cerda (1687-1757), descendiente del VIII duque de Medinaceli, hija de Carlos Felipe Spínola, IV duque de Sesto, IV marqués de los Balbases, IV duque de Santa Severina, duque de Venafro, y de Isabel María de la Cerda y Aragón (1667-1708). Le sucedió su hijo:
- Luis Fernández de Córdoba y Spínola (Madrid, 20 de septiembre de 1704-Madrid, 14 de enero de 1768), VIII marqués de Villafranca,[9] XI duque de Medinaceli,[8] XII duque de Cardona, XI duque de Segorbe, X marqués de Priego, XII marqués de Denia, X marqués de Comares, IX duque de Alcalá de los Gazules, X duque de Feria, X conde de Santa Gadea, IX marqués de Cogolludo, XII marqués de Tarifa, VII marqués de Alcalá de la Alameda, XII marqués de Pallars, VIII marqués de Montalbán, VIII marqués de Villalba, XII conde de los Molares, XV conde de Ampurias, XVIII conde de Prades, XVII conde de Buendía, etc.,[9] teniente General de los Reales Ejércitos, caballero del Toisón de Oro en 1748 y caballerizo mayor en 1749.

Casó en Madrid en primeras nupcias el 19 de noviembre de 1722 con María Teresa de Moncada Aragón y Benavides, VII marquesa de Aytona y VII duquesa de Camiña (título de Castilla, hija de Guillén Ramón de Moncada y Portocarrero, y de Ana de Benavides y Aragón, VI marqueses de Aytona. Contrajo un segundo matrimonio el 27 de noviembre de 1763, en Madrid, con María Francisca Pignatelli de Aragón y Gonzaga, hija de Joaquín Pignatelli de Aragón, XVI conde de Fuentes, y de María Luisa Gonzaga y Caracciolo, II duquesa de Solferino. Le sucedió su hijo del primer matrimonio:
- Pedro de Alcántara Fernández de Córdoba de la Cerda y Moncada (Madrid, 10 de noviembre de 1730-24 de noviembre de 1789), IX marqués de Villafranca,[9] XII duque de Medinaceli,[8] XIII duque de Cardona, XII duque de Segorbe, XI marqués de Priego, XIII marqués de Denia, XI marqués de Comares, X duque de Alcalá de los Gazules, XI duque de Feria, XI conde de Santa Gadea, XIII marqués de Tarifa, VIII marqués de Alcalá de la Alamena, XIII marqués de Pallars, IX marqués de Villafranca, XIII conde de los Molares, XVI conde de Ampurias, XIX conde de Prades, XVIII conde de Buendía, X marqués de Cogolludo, IX marqués de Montalbán, IX marqués de Villalba, duque de Camiña, VIII marqués de Aytona, XIII marqués de Villarreal, etc.,[9] adelantado mayor y notario mayor de Andalucía, caballero del Toisón de Oro y mayordomo mayor.

Casó en primeras nupcias el 3 de abril de 1747, en Madrid, con María Francisca Gonzaga y Caracciolo (1731-1757), hija de Francisco Gonzaga Pico de la Mirandola, I duque de Solferino y de su segunda esposa Giulia Quitteria Carraciolo di San Buono. Casó en segundas nupcias el 12 de octubre de 1761 con María Petronila de Alcántara Pimentel y Cernesio, VIII marquesa de Malpica, VII marquesa de Mancera, IX marquesa de Povar, hija de Joaquín María Enríquez Pimentel Álvarez de Toledo, y de María Bernarda Cernesio y Guzmán, XII duques de Medina de Ríoseco. Le sucedió su hijo del primer matrimonio:
- Luis María Fernández de Córdoba y Gonzaga (Madrid, 17 de abril de 1749-Madrid, 12 de noviembre de 1806) X marqués de Villafranca,[12] XIII duque de Medinaceli,[8] XIV duque de Cardona, XIII duque de Segorbe, XII marqués de Priego, XIV marqués de Denia, XII marqués de Comares, XI duque de Alcalá de los Gazules, XII duque de Feria, IX duque de Camiña, IX marqués de Aytona, XII conde de Santa Gadea, XI marqués de Cogolludo, IV marqués de Tarifa, IX marqués de Alcalá de la Alamena, XIV marqués de Pallars, X marqués de Villafranca, X marqués de Montalbán, X marqués de Villalba, XIV marqués de Villarreal, XIV conde de los Molares, XVII conde de Ampurias, XX conde de Prades, XIX conde de Buendía, XIV conde de Valenza (título de Castilla) y Valadares, XIII conde de Alcoutim (título de Castilla), XVII conde de Osona, etc.[12] teniente general, caballero del Toisón de Oro, caballerizo mayor del rey y mayordomo mayor de la reina.[8]

Casó el 6 de febrero de 1764, en Madrid, con  su prima Joaquina María de Benavides y Pacheco, III duquesa de Santisteban del Puerto, hija de Antonio de Benavides y de la Cueva, y de María de la Portería Pacheco Téllez-Girón, II duques de Santisteban del Puerto. Le sucedió su hijo:
- Luis Joaquín Fernández de Córdoba y Benavides (Real Sitio de San Ildefonso, 12 de agosto de 1780-7 de julio de 1840), XI marqués de Villafranca,[13] XIV duque de Medinaceli,[8] XV duque de Cardona, XIV duque de Segorbe, XIII marqués de Priego, XV marqués de Denia, XIII marqués de Comares, XII duque de Alcalá de los Gazules, XIII duque de Feria, X duque de Camiña, X marqués de Aytona, XIII conde de Santa Gadea, XII marqués de Cogolludo, XV marqués de Tarifa, X marqués de Alcalá de la Alamena, XV marqués de Pallars, XI marqués de Villafranca, XI marqués de Montalbán, XI marqués de Villalba, XV conde de los Molares, XV marqués de Villarreal, XVIII conde de Ampurias, XIV conde de Alcoutim, XVIII conde de Osona, IV duque de Santisteban del Puerto, IX marqués de Solera, IX marqués de Malagón, IX conde de Villalonso, XII conde de Castellar (título que perdió por sentencia en 1800 a favor del II marqués de Moscoso), XIII marqués de las Navas, XVI conde de Cocentaina, XV conde de Medellín, etc.[13] gobernador de la Monarquía y prócer del reino.[8]

Casó en el 25 de mayo de 1802, en Madrid, con María de la Concepción Ponce de León y Carvajal (m. 1856), hija de Antonio María Ponce de León y Dávila Carrillo de Albornoz, III duque de Montemar y de María Luisa de Carvajal y Gonzaga. Le sucedió su hijo:
- Luis Tomás Fernández de Córdoba y Ponce de León (Gaucín, 18 de septiembre de 1813-París, 6 de enero de 1873), XII marqués de Villafranca,[15] XV duque de Medinaceli,[8] XVI duque de Cardona, XV duque de Segorbe, XIV marqués de Priego, XVI marqués de Denia, XIV marqués de Comares, XIII duque de Alcalá de los Gazules, XIV duque de Feria, XI duque de Camiña, V duque de Santisteban del Puerto, XI marqués de Aytona, XIV conde de Santa Gadea, XIII marqués de Cogolludo, XVI marqués de Tarifa, XI marqués de Alcalá de la Alamena, XVI marqués de Pallars, XII marqués de Montalbán, XII marqués de Villalba, XVI marqués de Villarreal, X marqués de Solera, X marqués de Malagón, XIV marqués de las Navas, XVI conde de los Molares, XIX conde de Ampurias, XXII conde de Prades, XXI conde de Buendia, XVI conde de Valenza y Valadares, XV conde de Alcoutim, XIX conde de Osona, XVI conde de Medellín, X conde de Villalonso, XVI conde de Castellar (recuperó el título en 1852), XVI conde del Risco, XVII conde de Cocentaina, XX vizconde de Villamur, vizconde de Cabrera, vizconde de Bas, adelantado mayor y notario de mayor de Andalucía, etc.[16] senador y caballero del Toisón de Oro.[8]

Casó el 2 de agosto de 1848 con Ángela Apolonia Pérez de Barradas y Bernuy (m. 1903), hija de Fernando Pérez de Barradas Arias de Saavedra y de María del Rosario Bernuy y Aguayo, IX marqueses de Peñaflor.
- Luis María Fernández de Córdoba y Pérez de Barradas (Madrid, 20 de marzo de 1851-Navas del Marqués, 14 de mayo de 1879), XIII marqués de Villafranca, XVI duque de Medinaceli,[17] XVII duque de Cardona, XVI duque de Segorbe, XV marqués de Priego, XVII marqués de Denia, XV marqués de Comares, XIV duque de Alcalá de los Gazules, XII duque de Camiña, VI duque de Santisteban el Puerto, XII marqués de Aytona, XV conde de Santa Gadea, XIV marqués de Cogolludo, XVII marqués de Tarifa, XII marqués de Alcalá de la Alameda, XVII marqués de Pallars, XIII marqués de Montalbán, XVII marqués de Villarreal, XI marqués de Solera, XI marqués de Malagón, XV marqués de las Navas, XVII conde de los Molares, XX conde de Ampurias, XXIII conde de Prades, XXII conde de Buendía, conde de Valenza y Valadares, XXIII conde de Alcoutim, XX conde de Osona, XVII conde de Medellín, XI conde de Villalonso, XVII conde de Castellar, XVII conde del Risco, XVIII conde de Cocentaina, XVI duque de Feria, vizconde de Villamur, de Cabrera, de Bas, etc.[16]

Casó en primeras nupcias el 2 de octubre de 1875 con María Luisa Fitz James Stuart y Portocarrero (m. 1876), IX duquesa de Montoro, hija de los XV duques de Alba, sin sucesión. Contrajo un segundo matrimonio el 23 de noviembre de 1878 con Casilda Remigia de Salabert y Arteaga (m. 1936), condesa de Ofalia XI duquesa de Ciudad Real, IX marquesa de Torrecilla, hija de Narciso de Salabert y Pinedo, y de María Josefa de Arteaga y Silva, VII marqueses de Torrecilla. En 1884, Casilda de Salabert y Arteaga se casó en segundas nupcias con Mariano Fernández de Henestrosa y Ortiz de Mioño, I duque de Santo Mauro, residiendo en el palacete Santo mauro de la calle Zurbano de Madrid. Fueron padres de Casilda Férnandez de Córdoba y Salabert, que casó con  Mariano de Silva Bazán y Carvajal, XIII marqués de Santa Cruz. Le sucedió su hijo póstumo del segundo matrimonio:
- Luis Jesús Fernández de Córdoba y Salabert (Madrid, 16 de enero de 1880–13 de julio de 1956), XIV marqués de Villafranca,[18] XVII duque de Medinaceli,[17] XVIII duque de Cardona, XVII duque de Segorbe, XVI marqués de Priego, XVIII marqués de Denia, XVI marqués de Comares, XV duque de Alcalá de los Gazules, XVII duque de Feria, duque de Camiña, VII duque de Santisteban del Puerto, XIII marqués de Aytona, XVI conde de Santa Gadea, XVIII marqués de Tarifa, XIII marqués de Alcalá de la Alameda, XIV marqués de Montalbán, XVIII marqués de Pallars, XII marqués de Solera, II marqués de Malagón, XVI marqués de las Navas, XXI conde de Ampurias, conde de Valenza y Valadares, XXIII conde de Buendia, XVIII conde de los Molares, XXIV conde de Prades, XXI conde de Osona, XII conde de Villalonso, XVIII conde de Castellar, XVIII conde del Risco, XIX conde de Cocentaina, XV marqués de Cogolludo, XIV marqués de Villalba, X marqués de Torrecilla, XI marqués de Navahermosa, XIII conde de Aramayona, VII conde de Ofalia, IIII duque de Denia, III duque de Tarifa, gentilhombre de cámara con ejercicio y servidumbre,[18] caballero del Toisón de Oro y senador.[17]

Casó el 5 de junio de 1911 con Ana María Fernández de Henestrosa y Gayoso de los Cobos (m. 1938), hija de Ignacio Fernández de Henestrosa y Ortiz de Mioño, VIII conde de Moriana del Río, y de Francisca de Borja Gayoso de los Cobos. Contrajo un segundo matrimonio el 22 de diciembre de 1939 con Concepción Rey de Pablo Blanco (m. 1971). Le sucedió su hija del primer matrimonio:
- Victoria Eugenia Fernández de Córdoba y Fernández de Henestrosa (Madrid, 1917-2013), XV marquesa de Villafranca,[19] XVIII duquesa de Medinaceli,[17] XVI marquesa de Cogolludo, XVI duquesa de Alcalá de los Gazules, XVIII duquesa de Segorbe, XVII marquesa de Priego, XVIII duquesa de Feria, XIV duquesa de Camiña, VIII duquesa de Santiesteban del Puerto, IV duquesa de Denia, IV duquesa de Tarifa, XXIII duquesa de Ciudad Real, XIV marquesa de Aytona, XI marquesa de Torrecilla, XVII condesa de Santa Gadea, XIX marquesa de Denia, XVII marquesa de Comares, XIX marquesa de Tarifa, XIV marquesa de Alcalá de la Alameda, etc.[19]

Casó en Sevilla el 12 de octubre de 1938 con Rafael de Medina y Vilallonga, hijo de Luis de Medina Garvey y de Amelia Vilallonga Ybarra, nieto de los III marqueses de Esquivel. Sucedió de acuerdo con la reforma de sucesión de títulos nobiliarios de 2006 que suprimía la preferencia del varón sobre la mujer, su bisnieta, hija de Marco de Hohenlohe-Langenburg y Medina —hijo de Maximiliano Hohenlohe-Langenburg e Iturbe y de Ana Medina y Fernández de Córdoba, IX condesa de Ofalia y XIII marquesa de Navahermosa:
- Victoria de Hohenlohe-Langenburg y Schmidt-Polex (n. Málaga, 9 de marzo de 1999), XVI marquesa de Villafranca,[20][21] XX duquesa de Medinaceli,[20] X condesa de Ofalia, V condesa de San Martín de Hoyos, XV marquesa de Cilleruelo, X marquesa de San Miguel das Penas y la Mota, XVII duquesa de Alcalá de los Gazules, XVIII marquesa de Priego, duquesa de Camiña, V duquesa de Denia, V duquesa de Tarifa, XV marquesa de Aytona, XVIII marquesa de Camarasa, XII marquesa de Torrecilla, XVIII condesa de Santa Gadea, XV marquesa de Alcalá de la Alameda, XVIII marquesa de Comares, XX marquesa de Denia, XIV marquesa de Malagón, XVI marquesa de Montalbán, XVIII marquesa de las Navas, XX marquesa de Pallars, XII marquesa de Tarifa, XIX condesa de Alcoutin, XVI condesa de Amarante, XXII condesa de Castrojeriz, XXIII condesa de Osona, XXVI condesa de Prades, XX condesa del Risco, XV condesa de Aramayona, XXV condesa de Buendía, XXI condesa de Cocentaina, XX condesa de los Molares, XX condesa de Medellín, XX condesa de Moriana del Río, XIV condesa de Villalonso, XX condesa de Castellar, XX marquesa de Villa Real, XLVII vizcondesa de Bas, etc.[20]